# 手ブレーキ
手ブレーキ（てブレーキ、英語: hand brake）は、鉄道車両において手でハンドルを回すことによって、人力でブレーキを掛ける装置である。なお、この項目では足でペダルを踏むことによって人力でブレーキを掛ける装置である側ブレーキ（がわブレーキ、英語: side brake）についても説明する。

## 機構
通常の機械力によるブレーキであっても、運転士が手や足を使って運転台にあるブレーキハンドルやレバー、ペダルを用いて操作していることに変わりはないが、鉄道で手ブレーキや側ブレーキと言った場合には人間の力により制輪子を動かして制動力を得る人力ブレーキのことを指す。どちらもハンドルやペダルからリンク機構やてこを介して、人力を制輪子に伝えて制動力を得る仕組みとなっている。
手ブレーキにおいてブレーキハンドルが車上にある場合には、ブレーキを掛ける人間も車上に乗っていてハンドルを手で回して操作する。これは走行中の車両の減速と、停車中の車両が転動しないように止めておく留置ブレーキの両方の目的で用いられる。ブレーキハンドルが車体側面に付いている場合には駐車ブレーキとして用いられ、人間が地上から近づいて横から操作する。側ブレーキについては、車体に取り付けられているステップに係員が乗って、ペダルを片足で踏み込んでブレーキを操作する。突放入換を行う場合には、低速で走行中の車両に制動手が飛び乗って側ブレーキを操作して減速・停車させることも行われている。またペダルを一定の位置に止めておくピンが装備されていて、駐車ブレーキとして使うことができるものもある。

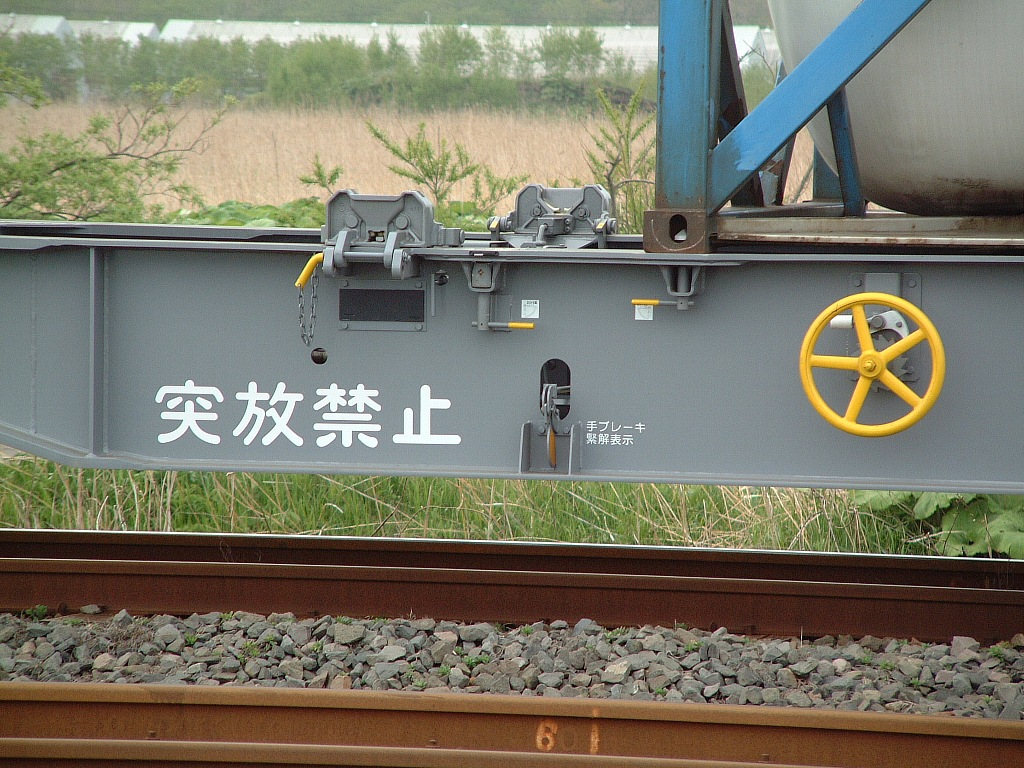
貨車の側面に付いている手ブレーキハンドル（右側の黄色い円形のもの）
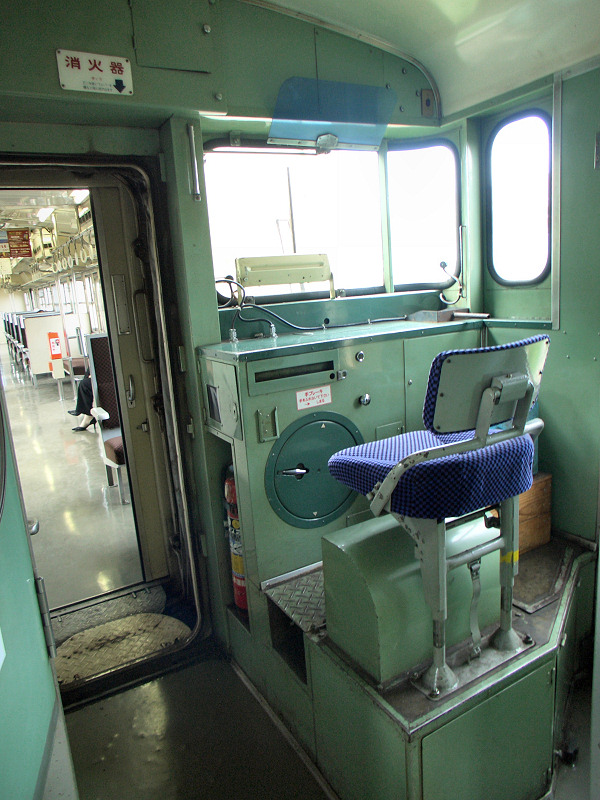
車内に設置された手ブレーキハンドル（助士席前の濃緑色の円盤）
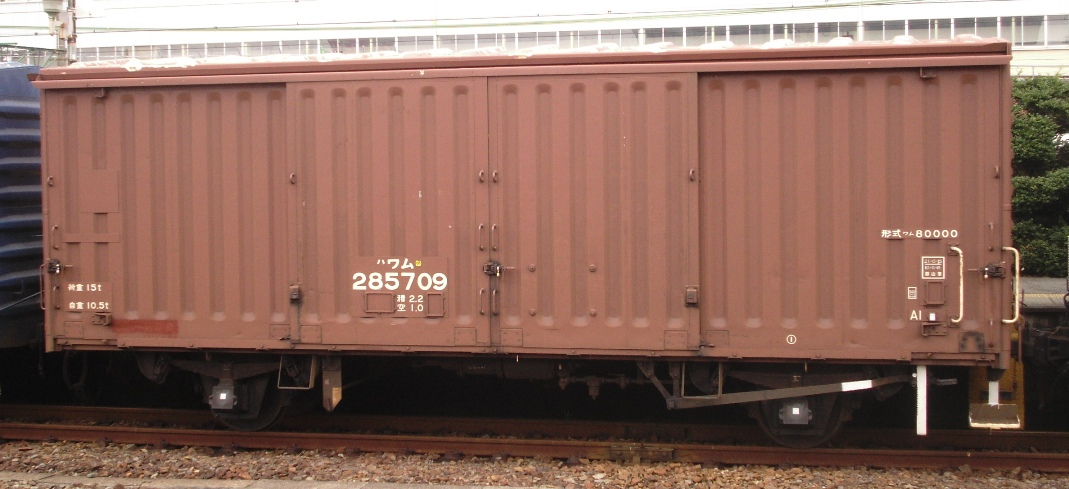
向かって右側の車輪の前についている側ブレーキバー（一部白く塗装された斜めの棒）
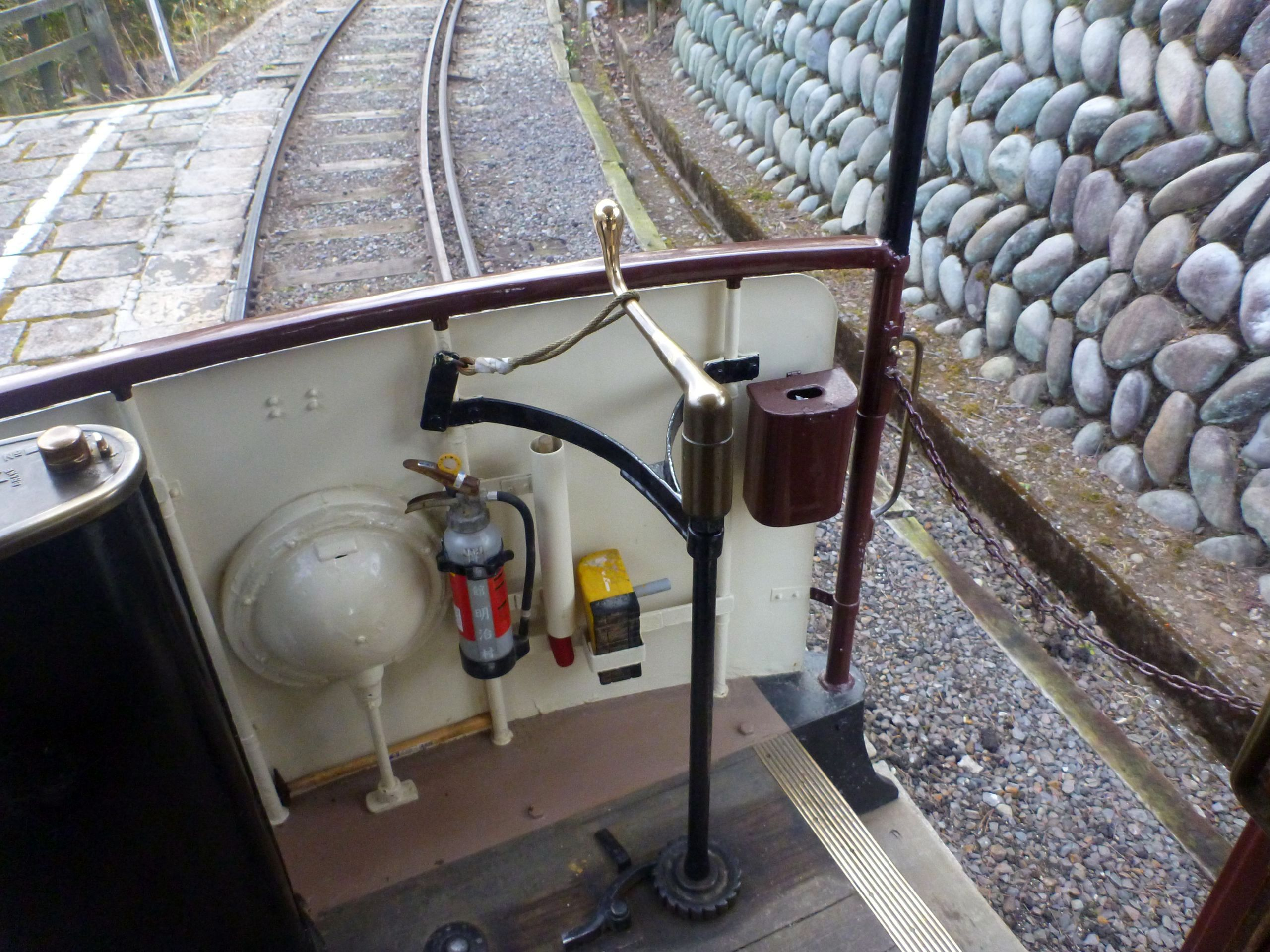
初期の電車の制動用手ブレーキハンドル。下部のラチェットを足で操作して制動状態の維持・解放を行える。

## 歴史
初期の鉄道においてはこの形式のブレーキしかなく、制動手が緩急車に乗り込んでブレーキを取り扱っていた。機械力によるブレーキが普及すると、人力によるブレーキは予備的なものとなった。1930年代より一部の電気鉄道では、空気ブレーキを持つ電車の手ブレーキを省略する車が現れはじめ、1980年代頃の規制緩和以降は貨車を除いて物理的な手ブレーキを装備することはなくなった。

## 駐車ブレーキ
E231系電車などの先頭台車に搭載されているものは「駐車ブレーキ」と呼ばれ、ばねの力で制輪子を作動させるものである。通常運転する際は圧縮空気を込めてばねの力が加わらないようにしているが、この空気を抜くことで駐車ブレーキを作動させることができる。これにより留置時の手歯止め設置を一部省略することができ、「留置ブレーキ」と称する場合もある。